# کوزمینکا (شهرستان بوزدیاکسکی، باشقیرستان)
کوزمینکا (انگلیسی: Kuzminka, Buzdyaksky District, Republic of Bashkortostan) یک شهرک در شهرستان بوزدیاکسکی باشقیرستان کشور روسیه است.